# Michail Suchomlinov
Michail Ivanovitj Suchomlinov (ryska:Михаил Иванович Сухомлинов), född den 29 februari 1828 i Charkov, Lillryssland, Kejsardömet Ryssland, död den 8 juni 1901, var en rysk litteraturhistoriker.
Suchomlinov blev 1852 adjunkt i rysk litteratur vid Sankt Petersburgs universitet och 1864 professor. Bland hans litteraturhistoriska verk märks Vzgljad na istoritjeskij chod russkoj dramy (1850), O drevnej russkoj Ijetopisi käk pamjatniké literaturnom (1856). Hans studier över Lomonosov, Novikov, Radisjtjev, Aleksandr Pusjkin, Aksakov med flera samlades i Izsljedovanija i stati po russkoj literaturje i prosvjestjeniju (1889). Suchomlinovs grundligaste arbeten är Istorija rossijsskoj akademii (Ryska akademiens historia; 8 delar, 1874-88) och Materialy dlja istorii akademii nauk. Dessutom redigerade han de av Ryska vetenskapsakademien utgivna Lomonosovs samlade skrifter.